# Dionysien

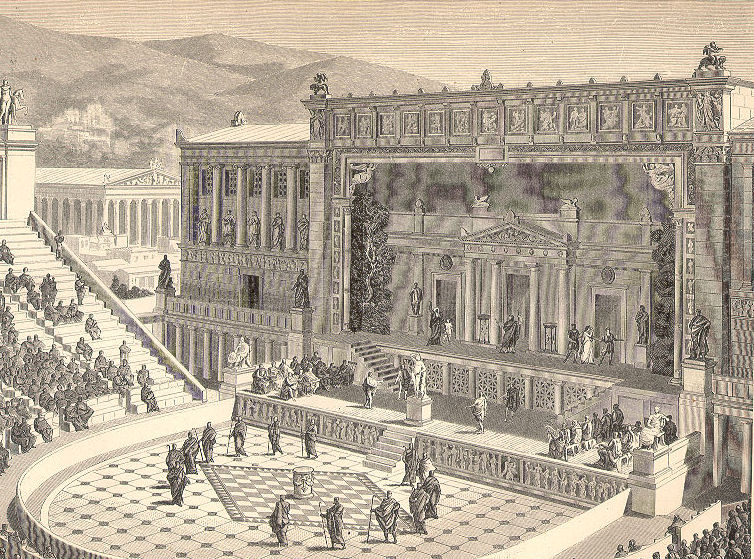
Historische Rekonstruktion des Athener Dionysostheaters in römischer Zeit

Dionysien (altgriechisch Διονύσια Dionysia) waren im  antiken Griechenland Festspiele zu Ehren des Gottes Dionysos, des Gottes der Ekstase, des Rausches, der Verwandlung und des Weins. Was als religiöser Kult thrakischen Ursprungs mit Umzügen begann (vgl. Mänade, Orpheus), entwickelte sich in Athen zu einem Fest, den sogenannten städtischen Dionysien. Daneben gab es in den attischen Demen die ländlichen Dionysien, die im Monat Poseideon stattfanden und von den Demen selbst ausgerichtet wurden. Ein bedeutendes ländliches Dionysosfest war etwa dasjenige von Ikaria. Aus den kultischen Gesangs-, Tanz- und Opferriten entwickelten sich die griechische Tragödie und Komödie in religiösem Kontext.
Das Fest der städtischen Dionysien wurde wohl erst unter den Peisistratiden eingeführt oder war vorher unbedeutend. Über den genauen Ablauf des Festes zur Zeit der Tyrannenherrschaft ist wenig bekannt. Ab 534 v. Chr. gibt es Belege für die Wettkämpfe von Tragödiendichtern bei Dionysien.
Die athenische Polis, die ab 510 tyrannenfrei war, führte das Fest zur Selbstrepräsentation fort. In dieser Zeit dauerte das Fest, das jährlich im März und April stattfand, insgesamt acht Tage.

## Ablauf
Zwei Tage vor den Dionysien: Proagon – Die Dichter der Tragödien (wahrscheinlich auch der Komödien) stellten sich mit ihren Darstellern und Chören sowie dem Stück, welches sie gaben, vor. Hierüber ist jedoch wenig bekannt.
Vorabend der Dionysien: Einholung des Kultbildes des Dionysos (ein Phallos) von einem Tempel außerhalb der Stadt zu seinem angestammten Festplatz im Theater.
1. Festtag: Große Prozession, Festopfer, Agon der Dithyrambenchöre (zehn Männer- und zehn Knabenchöre, aus jeder Phyle einer).
Tribute der Bündnispartner des Attischen Seebundes wurden im Dionysostheater ausgestellt, die Söhne der im Krieg gefallenen Männer erhielten eine Rüstung und verdiente Bürger wurden geehrt (seit 509 v. Chr.).
2. Festtag: Komödienagon, fünf (in Krisenzeiten drei) Komödien wetteiferten um die Gunst der ausgelosten Richter (seit 486 v. Chr.).
3.–5. Festtag: Tragödienagon, pro Tag wurde eine Tetralogie aufgeführt, die aus drei Tragödien und einem Satyrspiel bestand (seit 534 v. Chr., in Krisenzeiten ebenfalls verkürzt).
Am selben Tag fand auch eine Volksversammlung im Theater statt, wo die Gewinner der Agone geehrt wurden.
Weitere wichtige Feste zu Ehren des Dionysos waren die ländlichen Dionysien sowie die im Winter stattfindenden Lenäen, bei denen ebenfalls ein dramatischer Agon – mit deutlichem Akzent auf der Komödie – gegeben wurde.

## Siegerlisten

### Tragödien
- 484 v. Chr. – Aischylos
- 476 v. Chr. – Phrynichos (Die Phönizierinnen)
- 472 v. Chr. – Aischylos (Die Perser)
- 471 v. Chr. – Polyphrasmon
- 468 v. Chr. – Sophokles (Triptolemos)
- 467 v. Chr. – Aischylos (Sieben gegen Theben)
- 463 v. Chr. – Aischylos (Die Schutzflehenden)
- 458 v. Chr. – Aischylos (Orestie)
- 449 v. Chr. – Herakleides, ein inschriftlich überlieferter Schauspieler
- 442 v. Chr. – Sophokles (Antigone)
- 441 v. Chr. – Euripides
- 431 v. Chr. – Euphorion, Sohn des Aischylos; 2. Platz Sophokles; 3. Platz Euripides mit Medea
- 428 v. Chr. – Euripides (Der bekränzte Hippolytos)
- 427 v. Chr. – Philokles, Neffe des Aischylos; 2. Platz Sophokles mit König Ödipus[2]
- 415 v. Chr. – Xenokles
- 409 v. Chr. – Sophokles (Philoktetes)
- 405 v. Chr. – Euripides (Die Bakchen)
- 401 v. Chr. – Sophokles (Ödipus auf Kolonos)
- 372 v. Chr. – Astydamas

### Komödien
- 486 v. Chr. – Chionides
- 472 v. Chr. – Magnes
- 458 v. Chr. – Euphonios
- 457 v. Chr. – Kratinos
- 450 v. Chr. – Krates
- 446 v. Chr. – Kallias
- 445 v. Chr. (oder bald danach) – Telekleides
- 437 v. Chr. – Pherekrates
- 435 v. Chr. – Hermippos
- 426 v. Chr. – Aristophanes (Die Babylonier)
- 425 v. Chr. – Eupolis
- 423 v. Chr. – Kratinos (Die Flasche); 2. Platz Ameipsias (Konnos), 3. Platz Aristophanes (Die Wolken)
- 422 v. Chr. – Kantharos
- 421 v. Chr. – Eupolis (Die Schmeichler); 2. Platz Aristophanes (Der Frieden)
- 414 v. Chr. – Ameipsias (Komastai); 2. Platz Aristophanes (Die Vögel), 3. Platz Phrynichos (Der Einsiedler)
- 413 v. Chr. (oder bald danach) – Platon
- 402 v. Chr. – Kephisodoros
- 290 v. Chr. – Poseidippos
- 278 v. Chr. – Philemon
- 185 v. Chr. – Laines
- 183 v. Chr. – Philemon
- 154 v. Chr. – Chairion